# Антуриум Альберти
Анту́риум Альберти (лат. Anthurium albertiae) — многолетнее травянистое вечнозелёное растение, вид рода Антуриум (Anthurium) семейства Ароидные, или Аронниковые (Araceae).
Вид назван в честь ботаника Антонио Альберти (англ. Antonio Alberti, 1785—1861).

## Ботаническое описание
Эпифиты, изредка наземные растения.
Стебли короткие. Междоузлия 1—2,2 см длиной, 5—10 мм в диаметре, полуглянцевые, зелёные, с несколькими корнями в узлах.

### Листья
Катафиллы 9,5—15,5 см длиной, тёмно-коричневые, сохраняющиеся в виде несколько грубых, бледных волокон.
Листья вертикальные. Черешки 9—29,5 см длиной, 2—5 мм в диаметре, полуцилиндрические, несколько плоские сверху, от слабо- до притуплённожелобчатых, слегка глянцевые, зелёные, в высохшем виде бледно-зелёные. Коленце 1—2 см длиной, резкожелобчатое, несколько раздутое, в высохшем виде однотонное. Листовые пластинки 26—59 см длиной, 4,5—13,5 см шириной, полукожистые, от продолговато-узкоэллиптических до узкоовальных, эллиптических, от узко- до широкоокруглённых в основании, на вершине заострённые, в (2,7)4,3—6,6 раз длиннее, чем черешки, наиболее широкие в середине, сверху от матовых до блестяще-бархатистых, тёмно-зелёные, в высохшем виде полуглянцевые, от тёмно-зелёных до зелёных, снизу матовые и более бледные, в высохшем виде полуглянцевые и более бледные.
Первичные жилки в высохшем виде выпуклые и немного более бледные сверху, более бледные и остро- или округловыпуклые снизу; центральная жилка выпуклая, немного более бледная снизу; первичные боковые жилки по 25—33 с каждой стороны, отклонённые от центральной жилки под углом 45°—55°, немного изогнутые к общим жилкам, утопленные сверху, выпуклые снизу; общие жилки проходят в 3—4 мм от края, соединяют с третьей по пятую первичную боковую жилку; третичные жилки создают сетчатый узор, неясный сверху, немного выпуклый, иногда более тёмный снизу.

### Соцветие и цветки
Соцветие вертикальное. Цветоножка 10—31,5 см длиной, 2—3 мм в диаметре, по длине, как черешки, бледно-зелёная, в высохшем виде по цвету такая же. Покрывало от раскидистого до согнутого, линейно-ланцетовидное, 6,3—13 см длиной, 8—20 мм шириной, зелёное или иногда желтовато-зелёное, заострённое, с остриём.
Початок сидячий, цилиндрический, немного суженный к вершине, 6—14 см длиной, 3—5 мм в диаметре, полуглянцевый, бледно-зелёный. Цветочный квадрат 1,6—1,8 мм длиной и 1,4—1,6 мм шириной, вытолкнутый, с краями становящимися чешуевидными и несколько волнистыми при образовании плодов; рыльце овальное.

### Плоды
Соплодие до 16 см длиной. Плоды — острые на вершине ягоды, в незрелом виде зелёные, выталкиваемые на ранней стадии созревания.

## Распространение
Встречается в Колумбии (Валье-дель-Каука).
Растёт на высоте ниже 150 м над уровнем моря.